# Spedizione militare di Scanderbeg in Italia
La spedizione militare di Skanderbeg in Italia (1460-1462) fu una campagna militare intrapresa dal condottiero albanese Giorgio Castriota Scanderbeg per aiutare il suo alleato Ferdinando I di Napoli, che in seguito alla sua ascesa al trono, con successione non lineare, vide il proprio dominio minacciato dalla dinastia angioina.
George Kastrioti Skanderbeg, sovrano dell'Albania (in latino dominus Albaniae), aveva guidato una ribellione contro l'Impero ottomano nel 1443 e si era alleato con numerosi monarchi dell'Europa occidentale per consolidare i suoi domini, fra i quali la casa reale d'Aragona che governava sul Regno di Napoli.
Nel 1458, Alfonso V d'Aragona, sovrano di Sicilia e Napoli e il più importante alleato di Skanderbeg, morì, lasciando suo figlio illegittimo, Ferdinando, sul trono napoletano; René d'Anjou, il duca francese d'Angiò, rivendicò il trono. Il conflitto tra i sostenitori di René e Ferdinando scoppiò presto in una guerra civile. Papa Callisto III, di origini spagnole, poteva fare ben poco per garantire Ferdinando, quindi si rivolse a Skanderbeg per chiedere aiuto.
Nel 1457, Skanderbeg aveva conseguito la sua più famosa vittoria sull'impero ottomano ad Albulena (Ujëbardha), successo che fu accolto con grande entusiasmo in tutta Italia. Per ripagare Alfonso dell'assistenza finanziaria e militare che gli era stata data in quella occasione anni prima, Skanderbeg accettò le richieste del papa di aiutare il figlio di Alfonso inviando una spedizione militare in Italia. Prima di partire, Skanderbeg cercò di negoziare un cessate il fuoco con Sultan Mehmed II, il conquistatore di Costantinopoli, per garantire la sicurezza del suo dominio.
Mehmed non dichiarò una tregua e inviò i suoi eserciti contro la Bosnia e la Morea. Solo nel 1459, dopo la conquista della Serbia, Mehmed dichiarò una tregua e il cessate il fuoco di tre anni con Skanderbeg. Ciò diede a Skanderbeg la sua opportunità di mandare i suoi uomini in Italia.
A causa del timore dell'esercito ottomano in avvicinamento, inizialmente Skanderbeg mandò suo nipote Costantino con 500 cavalieri a Barletta. Furono uniti alle forze di Ferdinando per combattere i suoi rivali angioini. Riuscirono a contenere il nemico per circa un anno, ma non guadagnarono molto terreno fino all'arrivo di Skanderbeg nel settembre 1461. Prima di raggiungere l'Italia, Skanderbeg visitò Ragusa (Dubrovnik) per convincere i suoi rettori a contribuire nel finanziamento della sua campagna. Nel frattempo, i suoi uomini sbarcarono in Italia e le forze angioine tolsero l'assedio da Barletta. All'arrivo, Skanderbeg continuò a inseguire i nemici del suo alleato con grande successo. Gli avversari di Ferdinando iniziarono così a ritirarsi dai suoi territori e Skanderbeg tornò in Albania; una truppa dei suoi uomini rimase fino a quando Ferdinando riuscì a sconfiggere finalmente i pretendenti al suo trono nella Battaglia di Orsara, anche se non c'è certezza storica della partecipazione degli uomini di Skanderbeg alla battaglia.

## Contesto
Nel 1456, l'alleato di Skanderbeg, Janos Hunyadi, morì e suo figlio, Mathias Corvinus, fu incoronato re d'Ungheria. Hunyadi era stato un sostenitore di una guerra offensiva contro l'impero ottomano, mentre la nobiltà ungherese e suo figlio hanno promosso una guerra difensiva. L'anno successivo, tuttavia, George Kastrioti Skanderbeg sconfisse una considerevole forza ottomana nella battaglia di Albulena (Ujëbardha). Roma stava aspettando disperatamente una simile vittoria dopo l'assedio di Belgrado, poiché Papa Callisto III aveva voluto assicurarsi la fattibilità di una crociata prima di dichiararla. Callisto chiamò così Skanderbeg il Capitano Generale della Curia; per proteggere gli interessi del papa, Skanderbeg mandò dodici prigionieri di guerra turchi catturati ad Albulena a Roma. Nonostante abbia visto sconfiggere le sue forze l'anno prima, il Sultano Mehmed II preparò un'altra forza da inviare in Albania. Il paese stava ostacolando le sue ambizioni per l'impero in Occidente e divenne sempre più desideroso di sconfiggere Skanderbeg. Skanderbeg inviò, quindi, delegazioni in diversi stati dell'Europa occidentale per convincerli a smettere di combattersi e unirsi nella crociata di Callisto.

### Situazione italiana

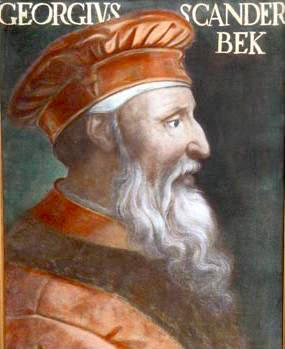
Ritratto di Skanderbeg agli Uffizi, Firenze

Il 27 settembre 1458, Alfonso V d'Aragona, l'alleato più importante e utile di Skanderbeg dopo la stipula del Trattato di Gaeta, morì. Nel 1448, come gesto di amicizia con Alfonso, Skanderbeg inviò un distaccamento di truppe albanesi comandate dal generale Demetrios Reres a Crotone per reprimere una ribellione contro Alfonso. L'anno successivo, molti di questi uomini furono autorizzati a insediare quattro villaggi in Sicilia controllati da Alfonso. Dopo aver saputo della morte del suo alleato, Skanderbeg inviò emissari al nuovo re di Napoli, Ferdinando I, per esprimere le sue condoglianze per la morte del padre, ma anche per congratularsi con lui per l'ascesa al trono di Napoli.  La successione non fu senza turbolenze, tuttavia: Renato d'Angiò rivendicò il trono poiché la sua famiglia aveva dominato Napoli prima che la corona d'Aragona ne prese il controllo, e anche perché Ferdinando era un figlio illegittimo di Alfonso.  La nobiltà italiana meridionale, molta di origine angioina, sostenne Renato d'Angiò rispetto all'aragonese Ferdinando. Tra loro c'erano Giovanni Antonio del Balzo Orsini, il Principe di Taranto, e Jacopo Piccinino, un famoso condottiero che era stato invitato dagli Angioini. Francesco Sforza, il duca di Milano, che diffidava della presenza francese in Italia, invece, si schierò dalla parte di Ferdinando e mandò suo nipote, Alessandro Sforza, a guidare il suo esercito nel sud Italia. Papa Callisto, uno spagnolo che desiderava vedere il suo connazionale al governo di Napoli, non era in grado di aiutare il debole Ferdinando, quindi si rivolse a Skanderbeg, chiedendo aiuto.  Tuttavia, in poco tempo, Piccinino e i suoi uomini avevano conquistato tutto il sud Italia tranne Napoli, Capua, Aversa, Gaeta, Troia e Barletta, dove Ferdinando era sotto assedio.
Skanderbeg aveva ricevuto molti aiuti dal padre di Ferdinando, Alfonso, ed era ancora un vassallo della Corona d'Aragona, quindi si sentì in obbligo verso la Corona.  Accettò la richiesta del papa di recarsi in Italia e aiutare Ferdinando. Il ragionamento dichiarato di Skanderbeg era duplice: voleva rimanere fedele al suo alleato e voleva impedire un'acquisizione angioina di Napoli, poiché manteneva rapporti amichevoli con i turchi. Skanderbeg temeva anche che se gli angioini avessero preso Napoli, si sarebbero espansi verso l'Albania, dove avevano precedentemente posseduto un regno. D'altra parte, prima di intraprendere qualsiasi azione contro gli angioini, prese misure per ammorbidire le relazioni con Venezia. Vedendo che l'Italia meridionale era bloccata nei conflitti, Venezia non temeva più un'alleanza aragonese-albanese e il Senato decise di adottare un approccio più amichevole nei rapporti albanese-veneziani.  Nel frattempo, papa Callisto III morì e gli successe papa Pio II. Intuendo che presto sarebbe iniziata la guerra, Pio cercò di convincere Giovanni Orsini, il principale rivale di Ferdinando, a risolvere le sue divergenze con il re.
Il re francese, Luigi XI, assunse la posizione angioina e, nella speranza di convincere Pio a consentire l'acquisizione francese di Napoli, propose l'abrogazione della sanzione pragmatica di Bourges che minava il potere del papa, e dichiarò addirittura che sarebbe stato disposto a prestare 70 000 uomini per la prevista crociata papale. Pio, tuttavia, diffidava della sincerità di Luigi XI e ignorò queste proposte. Un ulteriore sforzo per scoraggiare lo sbarco di Skanderbeg fu compiuto da Sigismondo Malatesta, il Signore di Rimini e tiranno meschino più temuto d'Italia, che aveva cercato di invitare Mehmed in Italia con una mappa dettagliata dell'Adriatico se Ferdinando avesse inviato l'albanese. Il manoscritto, tuttavia, non raggiunse mai il sultano e cadde nelle mani di Pio.

### Situazione albanese

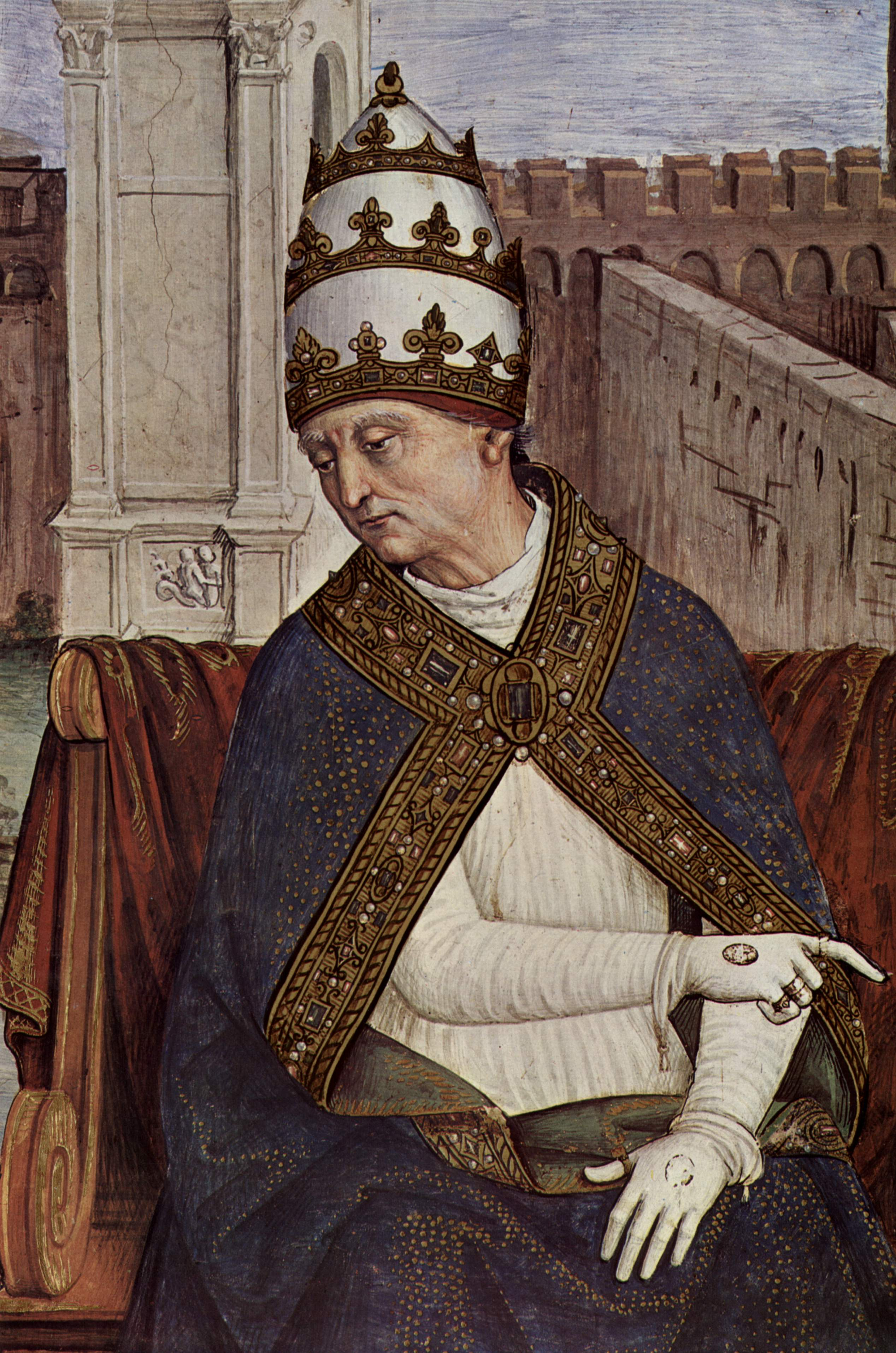
Pio II: affresco situato nella 'biblioteca Piccolomini' nel Duomo di Siena

La costante notizia delle campagne ottomane contro la Bosnia e la Morea ma non contro l'Albania suggerì a Skanderbeg che Mehmed II aveva preso in considerazione un armistizio. Quest'ultimo approfittò di questa pausa nei combattimenti, preparandosi per la spedizione in Italia e assicurando le sue frontiere settentrionali da un possibile attacco dell'elusivo alleato di Skanderbeg nell'Albania settentrionale, Lekë Dukagjini, che aveva cercato di espandere il suo regno raggiungendo un accordo con i turchi. Per frenare le sue ambizioni, Skanderbeg prese la fortezza di Shat e la offrì come un dono a Venezia. Skanderbeg stabilì quindi un'alleanza con Venezia contro Dukagjini, mentre Dukagjni stava rafforzando la sua alleanza con i turchi ottomani. Il nuovo papa emise una bolla papale contro Dukagjini, dandogli quindici giorni per rompere la sua alleanza con gli ottomani e per riconciliarsi con Skanderbeg o essere soggetto a interdizione; Dukagjini cedette e scelse la prima opzione, ristabilendo la sua alleanza con Skanderbeg e Venezia e ha accettando tutte le sue perdite.
Pio II continuò a sostenere Skanderbeg, ma non gli fornì gli stessi aiuti finanziari di Callisto poiché credeva che l'abilità militare di Skanderbeg e l'attitudine dei suoi soldati alla battaglia fossero sufficienti a trattenere gli eserciti turchi. Tuttavia, il papa considerava ancora l'assistenza di Skanderbeg essenziale per i suoi piani per una crociata anti-ottomana. Nel 1459, dopo che Mehmed II completò la sua conquista della Serbia, gli inviati ottomani fecero appello per un armistizio di tre anni tra l'Albania di Skanderbeg e l'Impero ottomano . Lo scopo del sultano era di allontanare Skanderbeg dalla crociata del papa poiché riteneva che l'unica speranza di successo della crociata fosse proprio Skanderbeg. Al fine di concedere all'Albania una pausa dopo quindici anni di continua invasione ottomana, Skanderbeg prese in considerazione l'idea di accettare la proposta, ma dovette ottenere l'approvazione del papa.  Pio non consentì un simile accordo e, anzi, cominciò a dubitare della lealtà di Skanderbeg.  Mentre gli ottomani operavano nei Balcani occidentali, Pio temeva che i soldati ottomani rompessero la tregua e potessero riversare in Albania. Per riconquistare la fiducia del papa, Skanderbeg non accettò la pace. Skanderbeg, tuttavia, fu deluso dalla risposta di Roma e rispose di non voler partecipare al Consiglio di Mantova che si tenne per pianificare la futura crociata. Il Consiglio si concluse con un fallimento, significando che Skanderbeg non avrebbe ricevuto alcun aiuto dall'Occidente. Mandò quindi gli ambasciatori al papa dicendo che sarebbe stato disposto a sbarcare in Italia solo se fosse stato organizzato un cessate il fuoco con i turchi, cosa che Roma permise poco dopo.
Prima di inviare i suoi uomini in Italia, Skanderbeg mandò i suoi inviati a Ragusa (Dubrovnik) il 9 giugno 1460. Chiese il sostegno della città per il trasporto sull'Adriatico dei suoi guerrieri verso l'Italia meridionale. Venezia non fu consultata poiché perseguiva i propri interessi in Italia, mentre Ragusa intratteneva stretti rapporti economici con la Corona d'Aragona. Nel frattempo, Skanderbeg mandò Martin Muzaka a Roma, dove presentò a Pio i piani di Skanderbeg e Pio a sua volta notificò Ferdinando. Pio ordinò quindi a Venezia di proteggere la costa albanese. A quel punto, Skanderbeg decise di inviare una truppa di suoi uomini ma personalmente rimase in Albania. A metà giugno 1461, Skanderbeg accettò un cessate il fuoco con Mehmed, che questa volta ne approfittò per conquistare Trebisonda ( Trabzon ) nella parte nord-orientale della moderna Turchia . La tregua fu concordato durasse tre anni.

## Primi sbarchi
Il 17 settembre 1460, Skanderbeg inviò 500 cavalieri a Barletta in Puglia sotto il comando di suo nipote Costantino, che all'epoca aveva 22 o 23 anni. Le battaglie per la Corona di Napoli fino a quel momento erano state minori con non più di mille truppe per fazione. L'esercito napoletano di Ferdinando nel suo insieme era di 7000 uomini. L'aggiunta di 500 cavalieri albanesi, anche se non corazzati come i loro omologhi italiani, aumentò l'efficacia della sua forza. A quel tempo, Ferdinando aveva perso gran parte del suo territorio, e era relegato in alcune fortezze in Puglia e nell'area circostante Napoli. Gli angioini si stavano avvicinando rapidamente a Napoli e Ferdinando preparò una controffensiva. Prima mise al sicuro i suoi possedimenti, mettendo al comando Roberto del Balzo Orsini, ma l'incompetenza di Orsini ostacolò ulteriormente l'esercito napoletano. A quel punto, gli uomini di Skanderbeg erano arrivati e Ferdinando iniziò la sua contro-offensiva. La tecnica di guerra della cavalleria leggera albanese si distinse per la prima volta per la sua rapidità ed efficacia, fu riportato che erano in grado di viaggiare per 30–40 miglia (48–64 km) al giorno, rispetto alla cavalleria italiana che era in grado di percorrere solo 10–12 miglia (16–19 km). Gli albanesi furono incoraggiati da Ferdinando a combattere nel loro modo tradizionale ed attaccare il territorio; Ferdinando informò Francesco Sforza che gli albanesi avevano devastato la Puglia e avevano preso tutto il bottino che potevano. Questi eventi preoccuparono gli angioini e spinsero Giovanni Orsini a cercare di impedire a Skanderbeg di riversare i suoi uomini in Italia. René d'Anjou era stato particolarmente sorpreso dall'azione di Skanderbeg, poiché credeva di non aver mai offeso l'albanese.

### La corrispondenza Orsini – Skanderbeg
«"Il Principe di Taranto mi ha scritto una lettera, una copia della quale, e la risposta che gli ho inviato, invio a Vostra Maestà. Sono molto sorpreso che Sua Signoria potesse pensare di allontanarmi dalla mia intenzione con le sue parole brusche, e vorrei dire una cosa: che Dio protegga Vostra Maestà da malesseri, danni e pericoli, ma comunque i fatti mostreranno che sono amico di virtù e non fortuna."»

— Lettera di Skanderbeg a Ferdinando I di Napoli.
Giovanni Orsini era il Principe di Taranto e il più feroce rivale di Ferdinando. Era stato, tuttavia, fedele alleato di Alfonso e aveva sviluppato un'ammirazione per Skanderbeg e le sue campagne in Albania. Dopo che Skanderbeg si era schierato con il suo rivale, Orsini si alleò con gli Angioini e si rifiutò di riconoscere Ferdinando come re di Napoli. Quindi inviò una lettera per convincere Skanderbeg a ritirare i suoi uomini dall'Italia sostenendo che le fortune di Ferdinando erano senza speranza, che la fama di Skanderbeg sarebbe stata eclissata dopo la sua probabile debacle e che un'alleanza con René sarebbe stata molto più gratificante di un'alleanza con Ferdinando. La lettera di Skanderbeg in risposta, datata 10 ottobre 1460, affermava che non era un condottiero in cerca di fortuna, ma un uomo maturo che cercava di aiutare il suo alleato.  Inoltre, inviò un'altra lettera a Ferdinando assicurandogli la sua lealtà. Un'altra lettera fu inviata a Papa Pio II assicurandogli che gli albanesi erano adatti alla battaglia in Italia, cosa a cui i sovrani italiani non davano credito. Le lettere spiegano i motivi politici di Skanderbeg dietro la sua spedizione italiana, presentandosi come un nobile alleato, e illustrano anche l'influenza del Rinascimento nella corte di Skanderbeg. Servirono anche a uno scopo psicologico per intimidire i rivali di Ferdinando: Skanderbeg si paragonò a Pirro dell'Epiro che marciò nell'antichità in Italia per difendere le città-stato greche dall'espansione romana.

### Controffensiva napoletana
Nell'ottobre 1460, Ferdinando riuscì a riconquistare i suoi territori occidentali da Capua a Benevento. Sul fronte orientale, tuttavia, i suoi nemici rimasero liberi. Il più pericoloso tra loro era Piccinino. Piccinino aveva deciso di bloccare le truppe papali e napoletane in rotta verso la Puglia. Da quando Roberto Orsini, l'uomo lasciato in carica a est e il fratello di Giovanni Orsini, rimasto fedele a Ferdinando, fu ritenuto incompetente, Ferdinando invitò Costantino a Napoli, offrendogli un ruolo da protagonista in un'operazione contro Piccinino.  Insieme alla cavalleria di Costantino, Francesco del Balzo, il duca di Andria che era rimasto fedele a Ferdinando, riuscì a sconfiggere Ercole d'Este nel Gargano. Hanno quindi avuto il controllo sui dazi doganali lì raccolti che portavano ogni anno 30 000 ducati da cui proveniva la maggior parte del reddito di Piccinino. I combattimenti continuarono per tre mesi dopo i quali Costantino e Ferdinando furono in grado di riconquistare parte del territorio perduto. Piccinino preparò la propria controffensiva, insieme agli uomini di Giovanni Orsini, assediando i castelli principali. Una feroce battaglia scoppiò presto a Venosa il 28 maggio 1461 a cui prese parte la cavalleria albanese. Ferdinando abbandonò la città e fuggì di nuovo in Puglia. Vicino a Troia, incontrò l'ambasciatore di Skanderbeg, Gjokë Stres Balsha, che lo informò che Skanderbeg era pronto a sbarcare in Italia non appena fossero state fornite le galee appropriate.

## La spedizione di Skanderbeg

### Preparativi e viaggio Ragusano
Prima di partire per l'Italia, Skanderbeg doveva accumulare le finanze necessarie. Pio ordinò alla diocesi di Dalmazia di dare a Skanderbeg un terzo di ciò che aveva raccolto per l'imminente crociata. Il papa ordinò anche di donare 1 000 fiorini a Skanderbeg dai fondi del Vaticano. Le banche Ragusane detenevano questo importo, ma a causa della minaccia di un'invasione ottomana, si rifiutarono di continuare a finanziare la crociata; Stefan Vukčić di Zeta avvertì che gli ottomani si sarebbero trasferiti presto in Dalmazia e Albania. Erano quindi riluttanti a finanziare la spedizione di Skanderbeg in Italia. A causa di problemi finanziari e della mancanza di grandi navi (tuttavia ricevette diverse navi più piccole per trasportare le sue truppe), l'arrivo di Skanderbeg fu ritardato, mentre Ferdinando era sotto assedio a Barletta. Prima che iniziasse l'assedio, Ferdinando inviò quattro galee sulle coste albanesi dove Skanderbeg e i suoi uomini stavano aspettando.  Nel frattempo Skanderbeg aveva inviato un capitano senza nome alle sue frontiere orientali per difendersi da un eventuale attacco ottomano e aveva lasciato sua moglie, Donika, incaricata dei suoi affari.

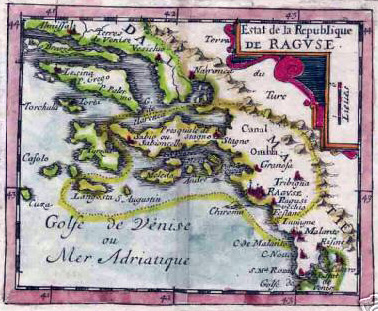
Mappa della Repubblica di Ragusa

Un ambasciatore veneziano in viaggio da Costantinopoli riferì che Skanderbeg aveva radunato 1 000 cavalieri e 2 000 fanti con diverse navi papali e napoletane a Capo-di-Lachi ( in albanese Kepi i Lagjit) nei pressi dell'odierna Kavajë. Comunque, stava ancora aspettando una scorta di grano e due navi napoletane, e continuò ad attendere. Il 21–22 agosto 1461 arrivarono le quattro galee inviate da Ferdinando. Subito dopo si imbarcò, ma non inviò tutta la sua forza direttamente in Puglia. Mandò Gjon Balsha (che era tornato dall'Italia) con 500 cavalieri e 1 000 fanti dall'assediato Ferdinando, mentre Skanderbeg stesso andò a Ragusa per convincere i suoi rettori a fornirgli i fondi necessari. Gli uomini di Balsha sbarcarono a Barletta il 24 agosto 1461. Le forze angioine, tra cui Giovanni Orsini, temevano che lo stesso Skanderbeg fosse a capo di questa forza, quindi revocarono immediatamente l'assedio di Barletta. Balsha informò quindi Ferdinando che Skanderbeg sarebbe arrivato presto, dopo il suo viaggio a Ragusa. Ferdinando sentì che il coinvolgimento personale di Skanderbeg era essenziale e cominciò a preoccuparsi quando non arrivò dopo due giorni, come aveva promesso Balsha.
Skanderbeg raggiunse Ragusa il 24 agosto 1461 insieme al Pal Engjëlli, arcivescovo di Durazzo . I suoi uomini rimasero sulle navi ancorate nel porto mentre lui andava in città. A causa della pressione papale, i Ragusani avevano riconsiderato le richieste di Skanderbeg. La sua fama era evidente quando camminando attraversò le porte della città e la popolazione si riversò per le strade per vederlo. Era stato accolto con una cerimonia e un giro della città ispezionando le sue mura e gli armamenti. Ricevette la somma finanziaria per la quale era andato. I suoi uomini furono anche riforniti di cibo per la loro prossima campagna. La sua popolarità gli permise di essere ben curato dai ragusani dove era presente la più grande comunità albanese al di fuori dell'Albania. Il 29 agosto 1461, Skanderbeg partì per la Puglia, ma una tempesta lo costrinse ad ancorare su un'isola dalmata. Solo il 3 settembre 1461, Skanderbeg raggiunse finalmente Barletta.

### Skanderbeg in Italia

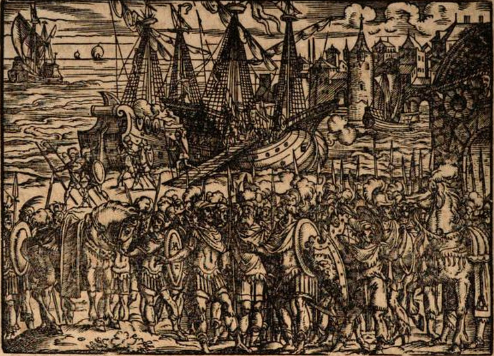
Skanderbeg sbarca in Italia - Incisione di Jost Amman 1587

Anche se avevano interrotto l'assedio di Barletta, dopo aver visto gli uomini di Skanderbeg avvicinarsi la settimana precedente, le forze angioine erano rimaste attive. Una volta arrivato Skanderbeg, Ferdinando lo mise al comando della fortezza di Barletta mentre il re stesso andò ad Ariano. Una volta lasciato al comando della fortezza, Skanderbeg si mosse contro i rivali di Ferdinando. Tra questi c'erano Giovanni Orsini, Jean d'Anjou (il duca di Calabria), Piccinino e Francesco del Balzo. Si erano stanziati ad Andria, dove continuavano gli assalti albanesi. L'armamento leggero della cavalleria albanese, i cavalli veloci e le schiere libere permisero loro di superare rapidamente la cavalleria italiana più pesantemente armata, che combatté in strette formazioni. In una delle loro operazioni, un guerriero albanese catturò Alois Minutulo, il signore del castello di Monte Sant'Angelo, che fu imprigionato nella fortezza di Barletta.  Tre anni dopo, Ferdinando avrebbe regalato a Skanderbeg il castello come segno della sua gratitudine.
Gli avversari di Ferdinando, sotto il comando principale di Piccinino, tentarono di arrivare allo scontro con Skanderbeg, ma a causa della forza combinata delle forze albanesi e napoletane, si ritirarono dai campi andriani ad Acquaviva delle Fonti. La notizia del ritiro di Piccinino giunse a Venezia, che mandò un messaggio a Francesco Sforza. Skanderbeg marciò verso Taranto, dove Giovanni Orsini era il principe. Orsini tentò di nuovo di dissuadere Skanderbeg dal combattere contro di lui, ma Ferdinando diffidava della fedeltà di Orsini, così Skanderbeg continuò a razziare il territorio di Orsini. Divise il suo esercito in tre parti, una sotto Moisi Arianit Golemi, l'altra sotto Vladan Gjurica e l'ultima sotto il suo comando. Condusse attacchi contro i nemici di Ferdinando in tre direzioni senza sosta, sfiancandoli completamente. Durante il mese di ottobre, Skanderbeg continuò a saccheggiare il territorio di Orisini dalle sue basi a Barletta e Andria poiché gli angioini non erano presenti; Nel frattempo Ferdinando rastrellò in Calabria, dove riconquistò Cosenza e Castrovillari . A questo punto, Orsini chiese a Skanderbeg una tregua che gli albanesi respinsero. Il 27 ottobre Skanderbeg riferì di aver catturato la città di Gisualdo . Allora Piccinino chiese a Skanderbeg di interrompere la sua campagna, Skanderbeg accettò felice, credendo che la pace fosse vicina.
Piccinino, tuttavia, non volle mantenere l'accordo, come riferito da uno dei suoi disertori. Dopo aver appreso questo, Skanderbeg decise di fronteggiare in battaglia gli uomini di Piccinino. Dopo aver dato da mangiare ai suoi uomini e preparato i suoi cavalli, Skanderbeg partì al chiaro di luna per il campo angioino. Trovò il posto vuoto, tuttavia, poiché uno degli uomini di Piccinino aveva già informato Piccinino sulle intenzioni degli albanesi. Skanderbeg tornò quindi a Barletta dove si unì a Ferdinando e ai suoi uomini. Quindi divise il suo esercito in due, uno sotto il comando di Alessandro Sforza, l'altro sotto il suo, e si avvicinò a Troia. Jean d'Angiò e Piccinino erano di stanza a Lucera, a otto miglia da Troia. Sapendo che la battaglia sarebbe iniziata tra Troia e Lucera, Skanderbeg partì di notte per conquistare il Seggiano, una montagna che si trova tra le due città, dove posizionò alcuni dei suoi uomini per proteggerla. Lì i suoi uomini avrebbero potuto trovare rifugio, in caso di sconfitta.  Piccinino aveva in mente lo stesso obiettivo e decise di conquistare la montagna, ma incontrò invece gli uomini di Skanderbeg. Così tenne i suoi uomini in ordine per la battaglia che sarebbe presto iniziata. Il giorno successivo, i due eserciti si scontrarono. La battaglia durò fino al tramonto, ma gli uomini di Jean subirono una grave sconfitta e furono costretti a fuggire. Piccinino si ritirò quindi dalle sue campagne.  Si diresse verso nord dove si unì a Sigismondo Malatesta e a 200 dei suoi uomini per lanciare assalti allo stato pontificio.
Il compito successivo di Skanderbeg fu di riconquistare Trani, il secondo punto più importante in Puglia, oltre Barletta. Riuscì a catturare il comandante della guarnigione, Fuscia de Foxa, che si era ribellato a Ferdinando. Fuscia era fuori dalle mura di Trani con sedici uomini quando Skanderbeg lo vide e lo circondò e poi cercò di convincerlo ad abbandonare Orsini, Fuscia rifiutò per ragioni pecuniarie. La mattina del 28 dicembre 1461, con le suppliche di Fuscia, Gracciani, il vice comandante della guarnigione, si arrese a Trani. Sia Fuscia che Gracciani, tuttavia, si rifiutarono di consegnare le munizioni della guarnigione. Skanderbeg minacciò di imprigionarli se non si fossero arresi a ciò che gli era stato chiesto, costringendo i due a consegnare le riserve di Trani.  Dopo settimane di saccheggi, Skanderbeg e i suoi colleghi aragonesi si unirono agli uomini di Alessandro Sforza. Quindi cedettero tutte le fortezze riconquistate a Ferdinando.

## Conseguenze
Vedendo che le loro fortune stavano diminuendo, i rivali di Ferdinando cercarono di accontentarsi della pace con Francesco Sforza. Ferdinando mandò Skanderbeg come mediatore, quando Giovanni Orsini e Piccinino proposero l'accordo di pace se pagati rispettivamente 150 000 e 110 000 ducati, cosa che Ferdinando rifiutò. Questa fu una delle ultime azioni personali di Skanderbeg in Italia. Rimase in Puglia per un altro mese fino al gennaio 1462 quando tornò in Albania, lasciando i suoi soldati in Italia. Il motivo per cui lasciò l'Italia non è chiaro, ma si ritiene che a quel tempo Mehmed stesse preparando la sua campagna contro l'Ungheria, minacciando anche l'Albania. Sulla via del ritorno, visitò di nuovo Ragusa, dove fu accolto come un eroe.  Voleva partire subito per l'Albania, ma il brutto tempo lo costrinse a rimanere. Gli furono offerti rifornimenti dai Rettori Ragusani, suggerendogli di continuare per l'Albania via terra, ma invece, dopo dieci giorni a Ragusa, salpò per nave verso l'Albania. Prima di partire, acquistò grano dalla Sicilia per i suoi soldati in Puglia.
La guerra per la corona di Napoli continuò per diversi mesi dopo la partenza di Skanderbeg. Non è noto se i guerrieri albanesi abbiano combattuto nelle successive battaglie. Nell'agosto 1462, Ferdinando ottenne una vittoria decisiva a Orsara . La spedizione di Skanderbeg lo rese famoso in tutta Italia. Nel suo libro, De Bello Neapolitano, Giovanni Pontano considerò lo sbarco albanese essenziale per la vittoria di Ferdinando: le loro manovre rapide e i rapidi attacchi praticamente immobilizzarono i guerrieri italiani. La spedizione di Skanderbeg riuscì a interrompere l'Assedio di Barletta, conquistando Trani attraverso uno stratagemma, costringendo gli Angioini a passare da un'offensiva a una strategia difensiva e devastando le terre fino al punto in cui i suoi abitanti e Giovanni Orsini furono costretti a sottomettersi a Ferdinando, anche permettendo a Ferdinando di assistere in sicurezza alle nozze di Antonio Piccolomini, nipote di Pio II. Inoltre, la campagna fu determinante per assicurare il regno napoletano a Ferdinando.
Per i suoi servizi, Ferdinando assegnò Monte Sant'Angelo a Skanderbeg dove molti dei suoi uomini si stabilirono presto. Insediarono quindici villaggi nei paesaggi ondulati ad est di Taranto. Il suo ritorno in Albania è stato accolto come un trionfo dai suoi seguaci. Nonostante il giubilo, tuttavia, Skanderbeg iniziò a prepararsi per la guerra. Il 7 luglio 1462, l'esercito turco riprese le sue campagne in Albania. Il primo grande impegno fu a Mokra il 7 luglio 1462. Nella seguente campagna macedone nell'agosto dello stesso anno, Skanderbeg sconfisse tre eserciti ottomani in un mese. Il 27 aprile 1463, Skanderbeg e Mehmed firmarono un nuovo trattato di pace, ma più tardi, il 9 settembre 1463, Skanderbeg firmò un'alleanza con Venezia che si stava preparando per la guerra contro gli Ottomani. Il 12 ottobre 1463, Pio divenne abbastanza sicuro da dichiarare la sua crociata contro i turchi ottomani a cui si unì Skanderbeg.